# Actinoptera tatarica
Actinoptera tatarica är en tvåvingeart som beskrevs av Friedrich Georg Hendel 1927. Actinoptera tatarica ingår i släktet Actinoptera och familjen borrflugor. Inga underarter finns listade i Catalogue of Life.